# 圣三一总主教座堂
圣三一总主教座堂（Archdiocesan Cathedral of the Holy Trinity）位于美国纽约市上东城东74街319–337号，是一座拜占庭建筑，属于希腊正教会，是美洲总教区的总主教座堂。  
该堂成立于1891年，1932年搬到现址，是美洲第二座希腊正教会教堂，也是纽约市的第一座。它是西半球最大的东正教教堂。

## 外部連結
- Cathedral website （页面存档备份，存于）
- goarch.org